# Neuromathematik
Die Neuromathematik beschäftigt sich mit mathematischen Modellen zur Nachbildung neuronaler Strukturen und ihrer Eigenschaften.
Zu den Zielen der Neuromathematik gehört die Anwendung neuronaler Strukturen zur Mustererkennung, Mustervervollständigung und Musterextraktion, die Beschreibung von Erkennungsvorgängen, die Beschreibung von Gehirntätigkeit auch in medizinischen Zusammenhängen, die Erklärung für mathematische Fertigkeiten des Gehirns und die Möglichkeiten auf neuronalen Strukturen Mathematik zu betreiben.
Eine Verbindung zwischen Mathematik und den Vorgängen im Gehirn stellte John von Neumann bereits 1957 her. Er versuchte einen Zugang zum Verständnis des Nervensystems von mathematischer Seite aus zu finden.